# Arthur Tudor, Thân vương xứ Wales
Arthur Tudor (tiếng Tây Ban Nha: Auturo Tudor, tiếng Latinh: Arthurus Tudor; 20 tháng 9, năm 1486 – 2 tháng 4, năm 1502) là Thân vương xứ Wales, đồng thời còn là Bá tước Chester và Công tước xứ Cornwall, với tư cách là Trữ quân của ngai vàng của Vương quốc Anh thời kỳ Henry VII của Anh. 
Là con trai lớn và người thừa kế của Quốc vương Henry VII, Arthur được người đương thời coi là niềm hi vọng lớn cho vương triều mới được thành lập, Nhà Tudor. Theo dòng dõi, Henry VII là đại diện của nhà Lancaster - một nhánh của nhà Plantagenet vốn trị vì nước Anh từ thời Henry II của Anh. Mẹ của ông, Elizabeth xứ York, là con gái của Quốc vương Edward IV của nhà York, một nhánh khác của nhà Plantagenet, và sự chào đời của ông củng cố mối liên minh giữa nhà Lancaster và nhà York sau khi trải qua Chiến tranh Hoa Hồng.
Kế hoạch hôn nhân cho Arthur bắt đầu ngay từ trước sinh nhật thứ ba của ông; ông được phong Thân vương xứ Wales vào 2 năm sau. Ông đặc biệt thân thiết với các em mình là Margaret và Henry Tudor, Công tước xứ York, về sau họ được nuôi dạy bởi cùng các gia sư với ông. Đến năm 11 tuổi, Arthur chính thức đính hôn với Catalina xứ Aragón, con gái của hai vị Quân chủ Công giáo đầy quyền lực ở Tây Ban Nha. Hôn nhân này của Arthur là một nỗ lực thiết lập liên minh Anh - Tây Ban Nha chống lại Vương quốc Pháp của cha mẹ ông. Arthur được giáo dục tốt và trái ngược với những suy tưởng hiện tại, ông có sức khỏe tốt trong phần lớn cuộc đời mình. Không lâu sau hôn nhân với Catherine năm 1501, hai người đến cư trú tại Lâu đài Ludlow ở Shropshire, nơi Arthur qua đời sáu tháng sau đó vì một căn bệnh không rõ. Catherine về sau tuyên bố một cách kiên quyết rằng cuộc hôn nhân này là không hoàn chỉnh, tức là chưa động phòng. Một năm sau cái chết của Arthur, Henry VII phục hồi lại nỗ lực thiết lập một liên minh với Tây Ban Nha bằng cách xếp đặt cho Catherine cưới em trai của Arthur, Henry Tudor, người liền sau đó trở thành Thân vương xứ Wales. 
Cái chết không đúng lúc của Arthur đã mở đường cho Henry lên ngôi vào năm 1509, tức Henry VIII của Anh. Câu hỏi không bao giờ có lời giải về sự "hoàn thiện" trong đêm tân hôn giữa Arthur và Catherine, về sau được đem ra tranh cãi và khai thác rất nhiều bởi Quốc vương Henry VIII và triều đình của ông để phủ nhận tính hợp pháp của hôn nhân giữa ông với Catherine, cuối cùng dẫn đến sự li khai Giáo hội Anh khỏi Công giáo La Mã.

## Tuổi thơ

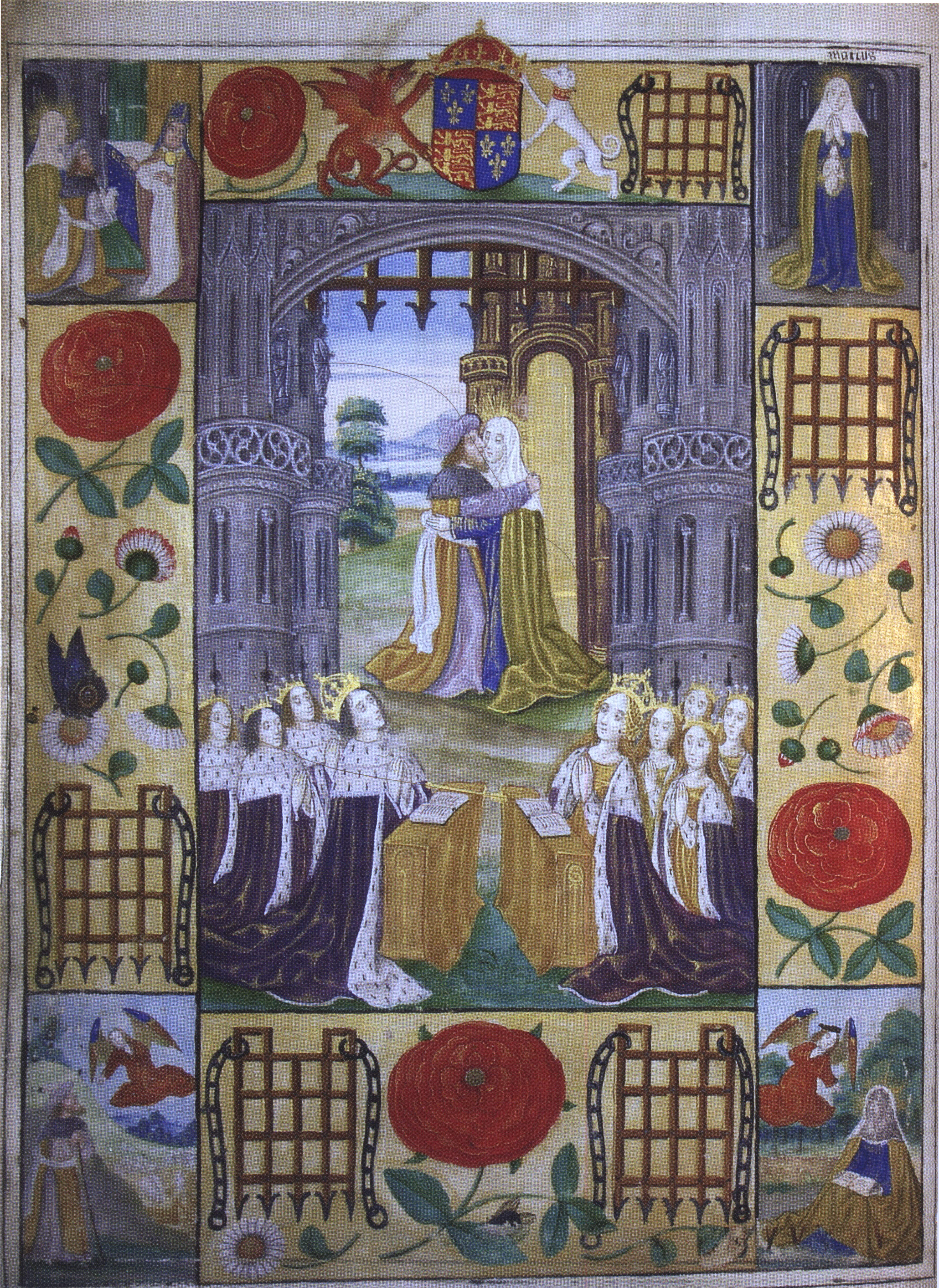
Gia đình Henry VII, tranh minh họa cổ.

Năm 1485, Henry Tudor trở thành Vua của Anh sau khi đánh bại Richard III tại Trận Bosworth. Trong một nỗ lực nhằm củng cố tuyên bố chủ quyền ngai vàng của nhà Tudor và nhấn mạnh rằng gia đình ông gốc Wales, được gọi là Romano-British, Henry đã lập phả hệ hoàng gia của ông đến các nhà cai trị Anh quốc thời cổ và đặt tên con trai đầu lòng của ông theo tên vị Vua huyền thoại, Vua Arthur. 
Trong dịp này, Camelot được đổi theo tên gọi ngày nay Winchester, và vợ ông, Elizabeth xứ York, được đưa đến Tu viện Saint Swithun (nay là Nhà thờ Tu viện Winchester) để sinh con ở đó. Chào đời tại Tu viện Saint Swithun ngày 20 tháng 9 năm 1486 vào khoảng 1 giờ sáng, Arthur là con trai lớn của Henry và Elizabeth. Sự ra đời của Arthur được xem xét trước bởi những nhà nghiên cứu người Pháp và Ý là sự bắt đầu của "Thời kì vàng Virgilian". Sir Francis Bacon viết rằng mặc dù Vương tử sinh non khoảng một tháng, nhưng "khỏe mạnh và có tư chất". Cậu bé Arthur được coi là "một biểu tượng sống" không chỉ cho liên minh giữa Nhà Tudor và Nhà York, mà còn là sự kết thúc của Chiến tranh Hoa Hồng. Trong quan niệm của những người đương thời, Arthur là niềm hi vọng lớn cho Vương triều mới Tudor.
Arthur trở thành Công tước xứ Cornwall sau khi sinh. Chào đời được 4 ngày, cậu bé được rửa tội tại Nhà nguyện Winchester bởi Giám mục Worcester, John Alcock, và lễ rửa tội của ông đã ngay lập tức theo sau bởi sự chứng thực. John de Vere, Bá tước Oxford thứ 13, Thomas Stanley, Bá tước Derby thứ nhất, William FitzAlan, Bá tước Arundel thứ 16, Vương hậu Elizabeth Woodville và Cecily xứ York là cha mẹ đỡ đầu. Ban đầu, phòng bú dành cho Arthur ở Farnham được dẫn đầu bởi Elizabeth Darcy, người đã từng là bảo mẫu cho các con của Edward IV, bao gồm cả mẹ của Arthur là Vương hậu Elizabeth. 
Sau khi Arthur được tấn phong Thân vương xứ Wales, vào năm 1490, ông được trao tặng một dinh thự theo chỉ dụ của phụ thân. Trong 13 năm tiếp theo, Henry VII và Elizabeth có thêm sáu người con, ba trong số đó – Margaret, Henry và Mary – sống đến tuổi trưởng thành. Arthur đặc biệt thân thiết với vương nữ Margaret (s. 1489) và vương đệ Henry (s. 1491), ông với họ cùng ở chung một nhà trẻ.
Ngày 29 tháng 11 năm 1489, sau khi được trao tặng Hiệp sĩ của Bath, Arthur được tấn phong Thân vương xứ Wales và Bá tước Chester, và làm lễ thụ phong tại Cung điện Westminster ngày 27 tháng 2 năm 1490. Một phần trong lễ thụ phong, ông đi tới Sông Thames trên chiếc sà lan hoàng gia và ở tại Chelsea đã gặp Thị trưởng London, John Mathewe, và tại Lambeth tiếp kiến đại sứ Tây Ban Nha. Ngày 8 tháng 5 năm 1491, ông được trao tặng Hiệp sĩ Garter tại Nhà nguyện St George tại Cung điện Windsor. Trong khoảng thời gian này Arthur chính thức được đi học dưới sự giảng dạy của John Rede, hiệu trưởng cũ của Winchester College. Người dạy ông tiếp sau đó là Bernard André, một nhà thơ mù, và tiếp nuaex là Thomas Linacre, trước kia là bác sĩ của Henry VII. Arthur được học bao gồm ngữ pháp, thơ, hùng biện cùng luân lý học và tập trung vào lịch sử. Arthur là một học sinh có năng khiếu và André viết rằng Thân vương xứ Wales hoặc đã học thuộc lòng hoặc đã đọc tuyển tập của Homer, Virgil, Ovid, Terence, cách cư xử tốt của Cicero và số lượng lớn các công trình lịch sử, bao gồm Thucydides, Caesar, Livy và Tacitus. Arthur cũng là một "cung thủ tuyệt vời", và đã học nhảy "êm đềm và đáng tôn kính" trước 1501.

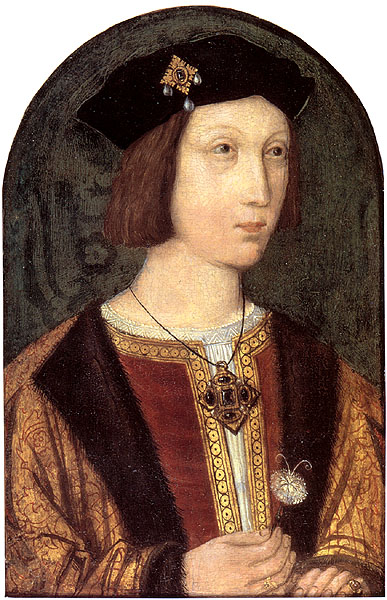
Vương tử Arthur, c. 1500. Đây là bức thân dung sớm nhất còn tồn tại của Arthur.

Niềm tin phổ biến rằng Arthur ốm yếu trong phần lớn cuộc đời bắt nguồn từ một sự hiểu lầm dưới thời Victoria trong một bức thư từ 1502; Ngược lại, không có tường thuật nào cho thấy Arthur ốm yếu trong suốt cuộc đời. Arthur lớn lên và cực kì cao so với tuổi của mình, và được cho là đẹp trai bởi triều đình Tây Ban Nha: ông có mái tóc đỏ, mắt nhỏ, mũi cao và giống như em trai Henry, được người đương thời coi là "cực kì đẹp trai". Như mô tả của các sử gia Steven Gunn và Linda Monckton, Arthur co tính cách "dễ thương và nhẹ nhàng", và trên tổng thể là, một "chàng trai tinh tế".
Tháng 5 năm 1490 Arthur được tấn phong thống đốc của toàn vùng biên giới với Scotland và Bá tước Surrey được bổ nhiệm làm phó cho Vương tử. Từ 1491, chữ Arthur trở thành tên của hoa hồng hòa bình. Tháng 10 năm 1492, khi phụ vương công du đến Pháp, ông được bổ nhiệm Quản hộ của Anh và Trung úy của Đức vua. Theo gương của Edward IV, Henry VII thiết lập Hội đồng xứ Wales và Marches dành cho Arthur ở Wales, để thực thi quyền lực hoàng gia ở đó. Mặc dù hội đồng vừa được thiết lập năm 1490, nó được dẫn đầu bởi Jasper Tudor, Công tước Bedford. Arthur lần đầu tiên được cử đến Wales năm 1501, khi ông 15 tuổi. Tháng 3 năm 1493, Arthur được trao quyền bổ nhiệm các thẩm phán của oyer and terminer và thẩm tra quyền bầu cử, nhờ đó tăng tường quyền hạn của hội đồng. Tháng 11 năm đó, Vương tử cũng nhận được một phần lãnh địa rộng lớn ở Wales, bao gồm Quận March.
Arthur được phục vụ bởi dòng dõi quý tộc Anh, Ireland và Scotland, chẳng hạn như Gearoid Óg FitzGerald, Bá tước thứ 9 của Kildare, người đã được đưa đến triều đình Anh vì hệ quả của sự dính líu của cha ông ta, Gerald Fitzgerald, Bá tước thứ 8 của Kildare, trong vụ gia miện cho kẻ đòi ngôi Lambert Simnel ở Ireland dưới thời Henry VII. Những người phục vụ khác nhà Anthony Willoughby, con trai của Robert Willoughby, Nam tước thứ nhất của Willoughby de Broke, Robert Radcliffe, người thừa kế của Nam tước thứ 9 của FitzWalter và Maurice St John, người cháu được cưng chiều bởi tổ mẫu Arthur là Lady Margaret Beaufort. 
Ông được tháp tùng bởi Gruffydd ap Rhys ap Thomas, con trai của vị quý tộc quyền lực đến từ Wales Thomas ap Rhys, Gruffydd càng thân thiết với Arthur và được an táng tại Nhà thờ Worcester khi qua đời năm 1521, bên cạnh mộ của Vương tử.

## Hôn nhân

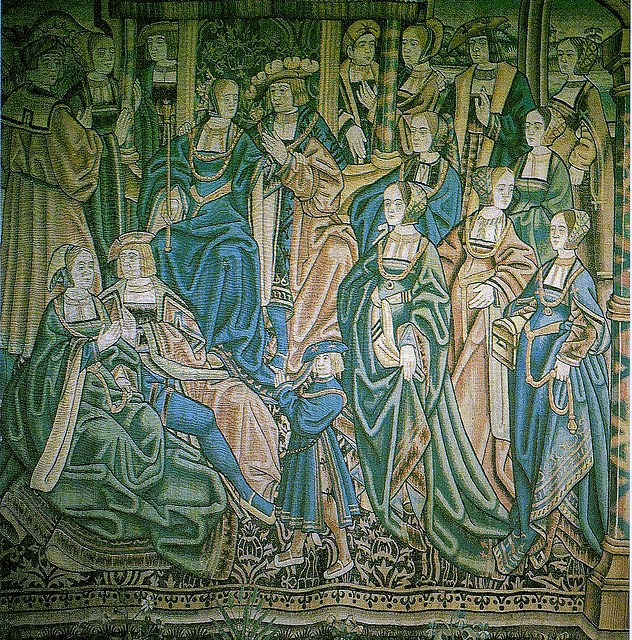
Một tấm thảm Flemish miêu tả triều đình của Arthur và Catherine.

Quốc vương Henry VII định đoạt hôn sự của Arthur với một Quân chủ Công giáo, Isabel I của Castilla và Ferrando II của Aragón, nhằm thiết lập liên minh Anh - Tây Ban Nha chống lại Pháp. Có ý kiến rằng hôn sự của Arthur với con gái út của Ferrando cùng Isabel, Catalina (b. 1485), sẽ là thích hợp. Hiệp ước of Medina del Campo (27 tháng 3 1489) quy định rằng Arthur và Catalina sẽ kết hôn lúc họ trưởng thành; và của hồi môn của Catalina là 200,000 crowns (tương đương £5,000,000 năm 2007). Vì Arthur, chưa bước tuổi 14, dưới độ tuổi theo thỏa thuận, một sự miễn trừ của Giáo hoàng (tức là giấy khước từ) cho phép họ kết hôn được ban vào tháng 2 năm 1497, và hai người đính hôn ngày 25 tháng 8 năm 1497. Hai năm sau, hôn nhân ủy nhiệm được tổ chức tại Tickenhill Manor của Arthur ở Bewdley, gần Worcester; Arthur nói với Roderigo de Puebla, người làm đại diện cho Catherine, rằng "ông rất vui mừng với giao ước hôn nhân vì tình cảm sâu sắc và chân dành dành cho Công chúa".

Trong một lá thư tháng 10 năm 1499, Arthur, gọi Catalina là "vợ thân yêu nhất của ta", đã viết: 
"Ta không thể nói cho nàng biết sự khát khao tha thiết mà ta đang chịu đựng để được thấy Vương nữ Điện hạ, và sự nhũng nhiễu của ta là việc trì hoãn về ngày tới của nàng. Nào hãy mau lên, tình yêu đang hình thành giữa chúng ta và niềm mơ ước-cho sự hân hoan khi nó đơm hoa kết quả."
Cặp đôi trẻ trao đổi thư từ bằng chữ Latin cho đến 20 tháng 9 năm 1501, khi Arthur, vừa lên 15, được coi như đủ tuổi kết hôn. Catalina đổ bộ lên nước Anh khoảng hai tuần sau, 2 tháng 10 năm 1501, hai người gặp nhau lần đầu tại Dogmersfield thuộc Hampshire. Arthur viết cho song thân của Catalina rằng ông sẽ là "một người chồng đúng nghĩa và có tình"; cặp đôi này sớm phát hiện ra rằng họ dùng những cách phát âm khác nhau của Latin nên không thể giao tiếp với nhau. Năm hôm sau, ngày 9 tháng 11 năm 1501, Catalina đến London.
Ngày 14 tháng 11 năm 1501, hôn lễ cuối cùng cũng diễn ra tại Nhờ thờ Saint Paul; cả Arthur lẫn Catalina đều mặc satin trắng. Buổi lễ được chủ trì bởi Henry Deane, Tổng Giám mục Canterbury, và hỗ trợ là William Warham, Giám mục London. Sau buổi lễ, Arthur cùng Catherine rời khỏi nhà thờ và đi thẳng đến Lâu đài Baynard, nơi họ được hoan nghênh bằng "những đứa trẻ có chất giọng tốt nhất của nhà thờ của Vua, chúng hát thực sự ngọt ngào với sự hòa âm là lạ".
Những gì tiếp theo là một buổi lễ được xếp đặt bởi tổ mẫu của Arthur, Lady Margaret Beaufort: chiếc giường được rắc lên những giọt nước thánh, sau đó Catherine được dẫn đi từ đám cưới bởi các thị nữ của mình. Bà bị cởi quần áo, và được đặt một cách cung kính lên chiếc giường, trong khi Arthur, "trong chiếc áo của mình, với những lớp áo choàng xung quanh", được hộ tống bởi các quý tộc vào phòng ngủ, và tiếng viol cùng tabor vang lên. Giám mục London ban phước cho chiếc giường và cầu nguyện cho cuộc hôn nhân có nhiều con cái, sau đó cặp đôi được bỏ lại cùng với nhau. Đó là bộ đồ giường công khai duy nhất của một cặp đôi Vương thất ở Anh trong thế kỉ XVI.

## Cái chết

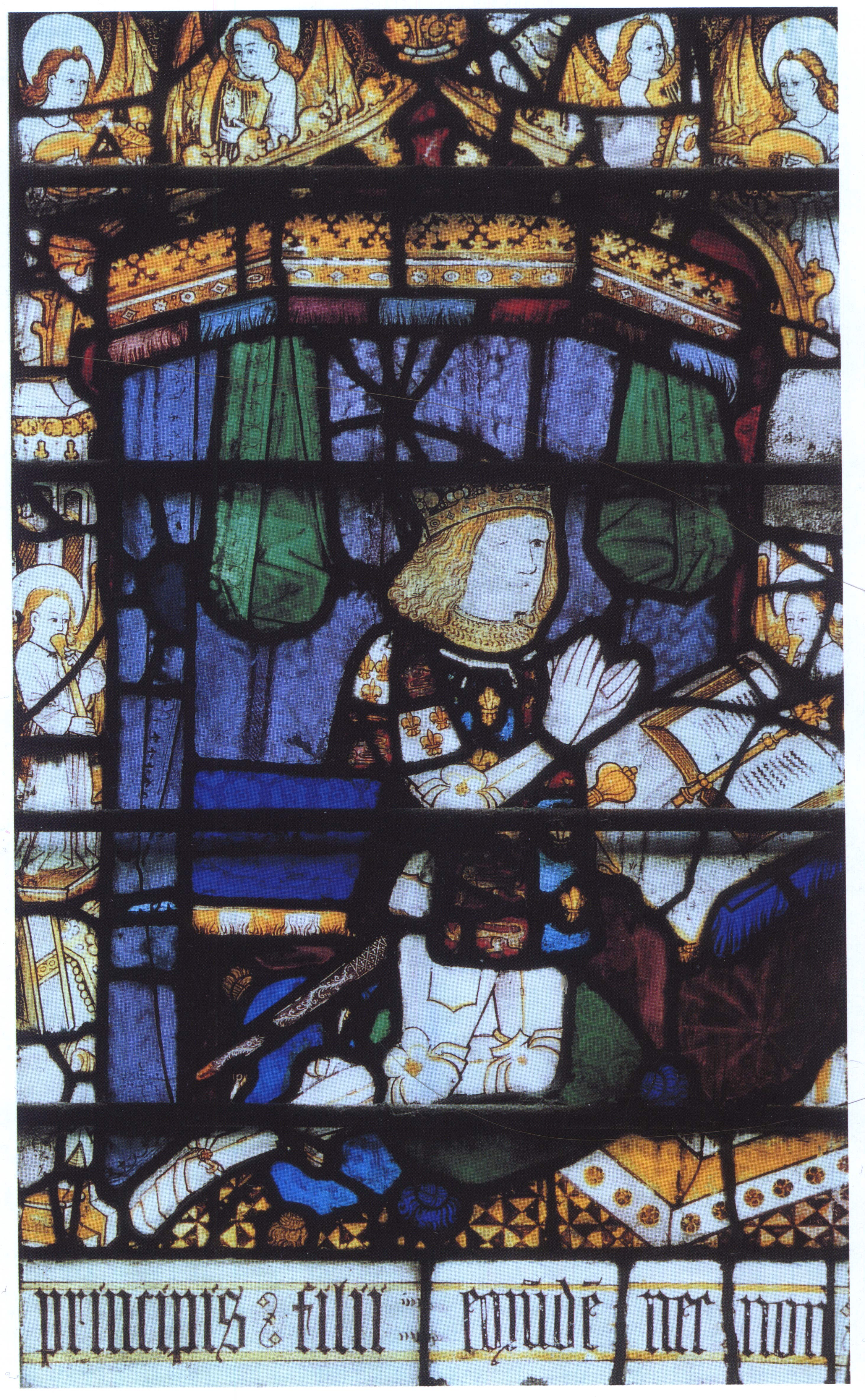
Vương tử Arthur, được mô tả trên một khung cửa kính tại Great Malvern.

Sau khi cư trú tại Tickenhill Manor trong một tháng, Arthur cùng Catherine đi đến vùng biên giới ở Wales, và họ thành lập gia trang tại Lâu đài Ludlow. Arthur trở nên yếu đi từ sau hôn lễ, và mặc dù Catherine không thích đi với ông, bà bị Henry VII ép buộc đi cùng chồng. Arthur cảm thấy cai trị xứ Wales là dễ dàng, vì vùng biên giới đã trở nên yên tĩnh hơn sau nhiều thế kỉ chiến tranh. Tháng 3 năm 1502, Arthur và Catherine bị nhiễm một căn bệnh kì lạ, "một làn hơi ác tính phát sinh từ không khí". Trong khi Catherine hồi phục, Arthur qua đời ngày 2 tháng 4 năm 1502 tại Ludlow, chỉ vẻn vạn 6 tháng sau sinh nhật thứ 16.
Thông tin về cái chết của Arthur bay về triều đình Henry VII cuối tháng 4. Nhà vua bị đánh thức khi đang ngủ bởi giáo sĩ của ông, người trích dẫn Job bằng cách hỏi Henry "Nếu chúng ta nhận một thứ tốt đẹp từ tay của Chúa, tại sao chúng ta không chịu đựng được những thứ xui rủi?" Sau đó ông nói với nhà rằng "con trai thân yêu nhất [của ngài] đã về với Chúa", và Henry bật khóc. "Sầu khổ-hãi hùng và xúc động", sau đó ông bảo vợ đưa mình về phòng ngủ, để họ có thể "cùng nhau nhận những thông tin đau đớn"; Elizabeth nhắc nhỏ Henry rằng Chúa đã giúp ông trở thành vua và "đã từng bảo vệ ông", nói thêm rằng họ đã bị bỏ lại với "còn một Vương tử và hai Vương nữ xinh đẹp và rằng Thiên đừong là nơi ông đến, và [cả hai] đều vẫn còn trẻ". Ngay sau khi rời khỏi phòng của Henry, Elizabeth suy sụp và bắt đầu khóc, trong khi các thị nữ báo cho nhà vua, ông vội vã đến và "trấn an bà".
Ngày 8 tháng 4, một đám rước tập thể diễn ra nhằm cứu vớt cho linh hồn của Arthur. Đêm hôm đó, một bài ai ca vang lên tại Nhà nguyện St Paul và mọi nhà thờ khác trong giáo phận London. Ngày 23 tháng 4, di thể của Arthur, trước đó đã được ướp xác, được rắc nước thánh và được che chờ bằng màn trước, được đem đến Lâu đài Ludlow và vào trong Nhà thờ xứ đạo Ludlow bởi nhiều quý tộc và quý ông. Ngày 25 tháng 4, di thể của Arthur được đem đến Nhà thờ Worcester theo đường Sông Severn, trong một "toa xe đặc biệt phủ màu đen và kéo bởi sáu con ngựa, cũng có tấm phủ trên lưng màu đen". Theo như phong tục, Catherine không tham dự đám tang. Bá tước Surrey làm người đứng đầu lực lượng khóc than. Vào cuối buổi lễ, Sir William Uvedale, Sir Richard Croft và quản gia trong gia trang của Arthur phá vỡ cây gậu của họ và ném vào mộ của Vương tử Trong suốt tang lễ, huy hiệu của riêng Arthur được trưng bày bên cạnh của Cadwaladr ap Gruffydd và Brutus of Troy. Hai năm sau, một nơi hát lễ được dựng lên tại ngôi mộ của Arthur.

## Di sản

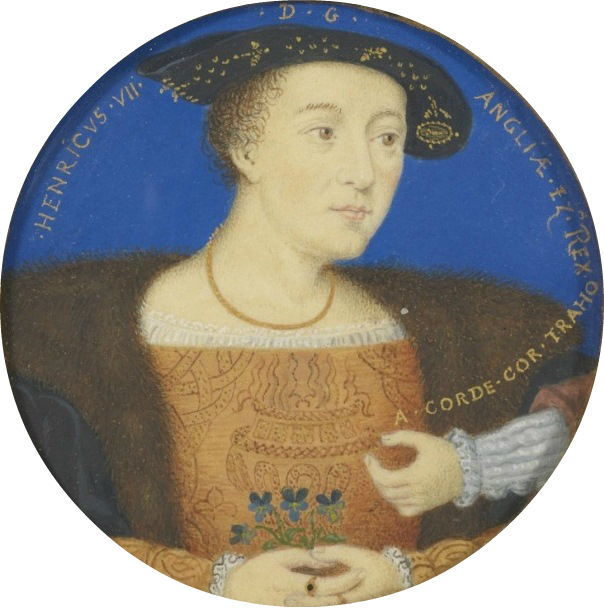
Arthur, do George Perfect Harding vẽ, c. 1815

Không lâu sau cái chết của Arthur, ý tưởng gán ghép Catherine, đang là góa phụ, cho người thừa kế mới, Henry, được đưa ra; cả nhà vua và Isabel đều quan tâm đến việc dời đổi này, và giáo hoàng đồng ý cấp sự miễn trừ. Sau những từ chối ban đầu, Henry tuyên bố, vào lúc kế vị ngày 22 tháng 4 năm 1509, rằng ông sẽ kết hôn với Catherine. Hôn lễ diễn ra ngày 11 tháng 6. Catalina sinh cho Henry sáu người con: ba con trai chết trước khi bước sang tháng thứ ba, một con gái chết lưu và một chỉ sống được một tuần. Đứa con còn sống duy nhất của cặp đôi này là Mary I (b. 1516).
Năm 1526, sau khi kết hôn 18 năm, Henry bắt đầu theo đuổi Anne Boleyn, em gái nhân tình cũ của ông, Mary Boleyn. Cùng lúc đó, ông gặp rắc rối bởi những gì gọi là "Vấn đề lớn" của Đức vua, đó là, tìm kiếm một cách thích hợp nào đó để có con trai nối dõi. Ông tìm thấy một số lựa chọn khả dĩ. Ông có thể cố gắng hợp pháp hóa đứa con ngoại hôn Henry FitzRoy, nhưng điều đó sẽ không dễ dàng và đòi hỏi sự chấp thuận của Giáo hoàng. Ông có thể kiếm một người chồng cho Mary và hi vọng có một đứa cháu trai; điều này xem ra không thiết thực, bởi vì Mary là một đứa trẻ ốm yếu và không có thai trước khi Henry qua đời. Cuối cùng, ông tìm cách chối bỏ Catherine và kết hôn với một người nào đó có khả năng sinh con. Có lẽ khả năng kết hôn với Anne, lựa chọn thứ ba là khả thi nhất đối với Henry, và nhanh chóng trở thành ước muốn li hôn của nhà vua.
Henry tin rằng hôn nhân của ông đã bị một lời nguyền và tìm thấy sự chứng thực trong Kinh Thánh, trong Leviticus 20:21. Mặc dù vào buổi sáng sau đám cưới, Arthur nói rằng ông khát nước "vì ta đã ở giữa Tây Ban Nha tối đêm qua" và rằng "có một người vợ là trò giải trí tốt", những tuyên bố này thường được bác bỏ bởi các sử gia hiện đại vì theo họ đó chỉ là một cậu bé không muốn người khác biết về thất bại của mình, và Catherine duy trì tuyên bố rằng bà kết hôn với Henry khi vẫn còn trinh nữ đến tận lúc qua đời. Sau những nỗ lực không ngớt nhằm chứng minh rằng cuộc hôn nhân thứ nhất của Catherine là trọn vẹn, lệnh hủy hôn được ban hành ngày 23 tháng 4 năm 1533, trong khi nhà vua kết hôn với Anne ngày 25 tháng 1. Anne bị chặt đầu vì tội ngoại tình năm 1536, và sau đó Henry kết hôn thêm bốn lần nữa. Vào lúc băng hà năm 1547, Henry chỉ có ba người con sống sót; con trai duy nhất, Edward VI lên kế tự nhưng qua đời chỉ sáu năm sau. Tiếp theo là con gái Henry với Catherine và Anne, Mary I và Elizabeth I. Đến khi cái chết của Elizabeth năm 1603, nhánh nam của nhà Tudor tuyệt tự, hậu duệ của em gái Margaret Tudor, James VI của Scotland trở thành vua nước Anh với tư cách là James I.
Năm 2002, theo kiến nghị của giáo sĩ Ian MacKenzie, đám tang của Arthur được tái diễn với một lễ cầu siêu tại Nhà nguyện Worcester, vào dịp kỉ niệm 500 năm cái chết của ông. Dù cho vai trò của mình trong lịch sử Anh quốc, Arthur vẫn bị quên lãng từ sau cái chết của mình.

## Trong văn hóa
Arthur được đề cập đến trong nhiều tiểu thuyết lịch sử, chẳng hạn như The King's Pleasure, bởi Norah Lofts và Katherine, The Virgin Widow, bởi Jean Plaidy. Trong The Constant Princess, bởi Philippa Gregory, Catherine hứa hẹn với Arthur sẽ lấy em trai ông, do đó hoàn thành không chỉ số phận của bà là trở thành Vương hậu Anh, mà còn là kế hoạch của cặp đôi này cho tương lai của vương quốc. The Alteration, của Kingsley Amis, là một tiểu thuyết lịch sử giả định tập trung vào "Chiến tranh Kế vị Anh", trong đó Henry VIII nỗ lực cướp ngôi của cháu trai mình, Stephen II, con trai của Arthur và Catherine.
Vở kịch lịch sử The Six Wives of Henry VIII được phát sóng năm 1970, với Martin Ratcliffe đóng vai "Vương tử Arthur". Năm 1972, BBC2 phát hành một bộ phim lịch sử mang tên The Shadow of the Tower, với "Lord Arthur, Thân vương xứ Wales" được diễn bởi Jason Kemp.

## Tổ tiên
| \| \| \| \| \| \| \| \| \| \| \| \| \| \| \| \| \| \| \| \| 16. Maredudd ap Tudur \| \| \| \| \| \| \| \| \| \| \| \| \| \| \| \| \| \| \| \| \| \| \| \| \| \| \| \| \| \| \| \| \| \| \| \| \| \| \| \| \| \| \| \| \| \| \| \| \| \| \| \| \| \| 8. Owen Tudor \| \| \| \| \| \| \| \| \| \| \| \| \| \| \| \| \| \| \| \| \| \| \| \| \| \| \| \| \| \| \| \| \| \| \| \| \| \| \| \| \| \| \| \| \| \| \| \| \| \| \| \| \| \| 17. Margaret ferch Dafydd \| \| \| \| \| \| \| \| \| \| \| \| \| \| \| \| \| \| \| \| \| \| \| \| \| \| \| \| \| \| \| \| \| \| \| \| \| \| \| \| \| \| \| \| \| \| \| \| \| \| \| \| \| \| 4. Edmund Tudor, Bá tước xứ Richmond thứ nhất \| \| \| \| \| \| \| \| \| \| \| \| \| \| \| \| \| \| \| \| \| \| \| \| \| \| \| \| \| \| \| \| \| \| \| \| \| \| \| \| \| \| \| \| \| \| \| \| \| \| \| \| \| \| 18. Charles VI của Pháp \| \| \| \| \| \| \| \| \| \| \| \| \| \| \| \| \| \| \| \| \| \| \| \| \| \| \| \| \| \| \| \| \| \| \| \| \| \| \| \| \| \| \| \| \| \| \| \| \| \| \| \| \| \| 9. Catherine của Pháp \| \| \| \| \| \| \| \| \| \| \| \| \| \| \| \| \| \| \| \| \| \| \| \| \| \| \| \| \| \| \| \| \| \| \| \| \| \| \| \| \| \| \| \| \| \| \| \| \| \| \| \| \| \| 19. Isabeau xứ Bavaria \| \| \| \| \| \| \| \| \| \| \| \| \| \| \| \| \| \| \| \| \| \| \| \| \| \| \| \| \| \| \| \| \| \| \| \| \| \| \| \| \| \| \| \| \| \| \| \| \| \| \| \| \| \| 2. Henry VII của Anh \| \| \| \| \| \| \| \| \| \| \| \| \| \| \| \| \| \| \| \| \| \| \| \| \| \| \| \| \| \| \| \| \| \| \| \| \| \| \| \| \| \| \| \| \| \| \| \| \| \| \| \| \| \| 20. John Beaufort, Bá tước xứ Somerset thứ nhất \| \| \| \| \| \| \| \| \| \| \| \| \| \| \| \| \| \| \| \| \| \| \| \| \| \| \| \| \| \| \| \| \| \| \| \| \| \| \| \| \| \| \| \| \| \| \| \| \| \| \| \| \| \| 10. John Beaufort, Công tước Somerset thứ nhất \| \| \| \| \| \| \| \| \| \| \| \| \| \| \| \| \| \| \| \| \| \| \| \| \| \| \| \| \| \| \| \| \| \| \| \| \| \| \| \| \| \| \| \| \| \| \| \| \| \| \| \| \| \| 21. Margaret Holland \| \| \| \| \| \| \| \| \| \| \| \| \| \| \| \| \| \| \| \| \| \| \| \| \| \| \| \| \| \| \| \| \| \| \| \| \| \| \| \| \| \| \| \| \| \| \| \| \| \| \| \| \| \| 5. Margaret Beaufort \| \| \| \| \| \| \| \| \| \| \| \| \| \| \| \| \| \| \| \| \| \| \| \| \| \| \| \| \| \| \| \| \| \| \| \| \| \| \| \| \| \| \| \| \| \| \| \| \| \| \| \| \| \| 22. John Beauchamp xứ Bletso \| \| \| \| \| \| \| \| \| \| \| \| \| \| \| \| \| \| \| \| \| \| \| \| \| \| \| \| \| \| \| \| \| \| \| \| \| \| \| \| \| \| \| \| \| \| \| \| \| \| \| \| \| \| 11. Margaret Beauchamp xứ Bletso \| \| \| \| \| \| \| \| \| \| \| \| \| \| \| \| \| \| \| \| \| \| \| \| \| \| \| \| \| \| \| \| \| \| \| \| \| \| \| \| \| \| \| \| \| \| \| \| \| \| \| \| \| \| 23. Edith Stourton \| \| \| \| \| \| \| \| \| \| \| \| \| \| \| \| \| \| \| \| \| \| \| \| \| \| \| \| \| \| \| \| \| \| \| \| \| \| \| \| \| \| \| \| \| \| \| \| \| \| \| \| \| \| 1. Arthur Tudor \| \| \| \| \| \| \| \| \| \| \| \| \| \| \| \| \| \| \| \| \| \| \| \| \| \| \| \| \| \| \| \| \| \| \| \| \| \| \| \| \| \| \| \| \| \| \| \| \| \| \| \| \| \| 24. Richard, Bá tước xứ Cambridge \| \| \| \| \| \| \| \| \| \| \| \| \| \| \| \| \| \| \| \| \| \| \| \| \| \| \| \| \| \| \| \| \| \| \| \| \| \| \| \| \| \| \| \| \| \| \| \| \| \| \| \| \| \| 12. Richard Plantagenet, Công tước thứ 3 xứ York \| \| \| \| \| \| \| \| \| \| \| \| \| \| \| \| \| \| \| \| \| \| \| \| \| \| \| \| \| \| \| \| \| \| \| \| \| \| \| \| \| \| \| \| \| \| \| \| \| \| \| \| \| \| 25. Anne de Mortimer \| \| \| \| \| \| \| \| \| \| \| \| \| \| \| \| \| \| \| \| \| \| \| \| \| \| \| \| \| \| \| \| \| \| \| \| \| \| \| \| \| \| \| \| \| \| \| \| \| \| \| \| \| \| 6. Edward IV của Anh \| \| \| \| \| \| \| \| \| \| \| \| \| \| \| \| \| \| \| \| \| \| \| \| \| \| \| \| \| \| \| \| \| \| \| \| \| \| \| \| \| \| \| \| \| \| \| \| \| \| \| \| \| \| 26. Ralph Neville, Bá tước xứ Westmorland thứ nhất \| \| \| \| \| \| \| \| \| \| \| \| \| \| \| \| \| \| \| \| \| \| \| \| \| \| \| \| \| \| \| \| \| \| \| \| \| \| \| \| \| \| \| \| \| \| \| \| \| \| \| \| \| \| 13. Cecily Neville \| \| \| \| \| \| \| \| \| \| \| \| \| \| \| \| \| \| \| \| \| \| \| \| \| \| \| \| \| \| \| \| \| \| \| \| \| \| \| \| \| \| \| \| \| \| \| \| \| \| \| \| \| \| 27. Joan Beaufort, Bà Bá tước xứ Westmorland \| \| \| \| \| \| \| \| \| \| \| \| \| \| \| \| \| \| \| \| \| \| \| \| \| \| \| \| \| \| \| \| \| \| \| \| \| \| \| \| \| \| \| \| \| \| \| \| \| \| \| \| \| \| 3. Elizabeth xứ York \| \| \| \| \| \| \| \| \| \| \| \| \| \| \| \| \| \| \| \| \| \| \| \| \| \| \| \| \| \| \| \| \| \| \| \| \| \| \| \| \| \| \| \| \| \| \| \| \| \| \| \| \| \| 28. Richard Wydeville \| \| \| \| \| \| \| \| \| \| \| \| \| \| \| \| \| \| \| \| \| \| \| \| \| \| \| \| \| \| \| \| \| \| \| \| \| \| \| \| \| \| \| \| \| \| \| \| \| \| \| \| \| \| 14. Richard Woodville, Bá tước Rivers thứ nhất \| \| \| \| \| \| \| \| \| \| \| \| \| \| \| \| \| \| \| \| \| \| \| \| \| \| \| \| \| \| \| \| \| \| \| \| \| \| \| \| \| \| \| \| \| \| \| \| \| \| \| \| \| \| 29. Joan Bittelsgate \| \| \| \| \| \| \| \| \| \| \| \| \| \| \| \| \| \| \| \| \| \| \| \| \| \| \| \| \| \| \| \| \| \| \| \| \| \| \| \| \| \| \| \| \| \| \| \| \| \| \| \| \| \| 7. Elizabeth Woodville \| \| \| \| \| \| \| \| \| \| \| \| \| \| \| \| \| \| \| \| \| \| \| \| \| \| \| \| \| \| \| \| \| \| \| \| \| \| \| \| \| \| \| \| \| \| \| \| \| \| \| \| \| \| 30. Peter I, Bá tước xứ Saint-Pol \| \| \| \| \| \| \| \| \| \| \| \| \| \| \| \| \| \| \| \| \| \| \| \| \| \| \| \| \| \| \| \| \| \| \| \| \| \| \| \| \| \| \| \| \| \| \| \| \| \| \| \| \| \| 15. Jacquetta xứ Luxembourg \| \| \| \| \| \| \| \| \| \| \| \| \| \| \| \| \| \| \| \| \| \| \| \| \| \| \| \| \| \| \| \| \| \| \| \| \| \| \| \| \| \| \| \| \| \| \| \| \| \| \| \| \| \| 31. Margaret xứ Baux \| \| \| \| \| \| \| \| \| \| \| \| \| \| \| \| \| \| \| \| \| \| \| \| \| \| \| \| \| \| \| \| \| \| \| \| \| \| \| \| \| \| \| \| \| \| \| \| \| \| \| \| |                                                    |  |  |  |  |  |  |  |  |  |  |  |  |  |  |  |
| |                                                    |  |  |  |  |  |  |  |  |  |  |  |  |  |  |  |
| | 16. Maredudd ap Tudur                              |  |  |  |  |  |  |  |  |  |  |  |  |  |  |  |
| |                                                    |  |  |  |  |  |  |  |  |  |  |  |  |  |  |  |
| |                                                    |  |  |  |  |  |  |  |  |  |  |  |  |  |  |  |
| | 8. Owen Tudor                                      |  |  |  |  |  |  |  |  |  |  |  |  |  |  |  |
| |                                                    |  |  |  |  |  |  |  |  |  |  |  |  |  |  |  |
| |                                                    |  |  |  |  |  |  |  |  |  |  |  |  |  |  |  |
| | 17. Margaret ferch Dafydd                          |  |  |  |  |  |  |  |  |  |  |  |  |  |  |  |
| |                                                    |  |  |  |  |  |  |  |  |  |  |  |  |  |  |  |
| |                                                    |  |  |  |  |  |  |  |  |  |  |  |  |  |  |  |
| | 4. Edmund Tudor, Bá tước xứ Richmond thứ nhất      |  |  |  |  |  |  |  |  |  |  |  |  |  |  |  |
| |                                                    |  |  |  |  |  |  |  |  |  |  |  |  |  |  |  |
| |                                                    |  |  |  |  |  |  |  |  |  |  |  |  |  |  |  |
| | 18. Charles VI của Pháp                            |  |  |  |  |  |  |  |  |  |  |  |  |  |  |  |
| |                                                    |  |  |  |  |  |  |  |  |  |  |  |  |  |  |  |
| |                                                    |  |  |  |  |  |  |  |  |  |  |  |  |  |  |  |
| | 9. Catherine của Pháp                              |  |  |  |  |  |  |  |  |  |  |  |  |  |  |  |
| |                                                    |  |  |  |  |  |  |  |  |  |  |  |  |  |  |  |
| |                                                    |  |  |  |  |  |  |  |  |  |  |  |  |  |  |  |
| | 19. Isabeau xứ Bavaria                             |  |  |  |  |  |  |  |  |  |  |  |  |  |  |  |
| |                                                    |  |  |  |  |  |  |  |  |  |  |  |  |  |  |  |
| |                                                    |  |  |  |  |  |  |  |  |  |  |  |  |  |  |  |
| | 2. Henry VII của Anh                               |  |  |  |  |  |  |  |  |  |  |  |  |  |  |  |
| |                                                    |  |  |  |  |  |  |  |  |  |  |  |  |  |  |  |
| |                                                    |  |  |  |  |  |  |  |  |  |  |  |  |  |  |  |
| | 20. John Beaufort, Bá tước xứ Somerset thứ nhất    |  |  |  |  |  |  |  |  |  |  |  |  |  |  |  |
| |                                                    |  |  |  |  |  |  |  |  |  |  |  |  |  |  |  |
| |                                                    |  |  |  |  |  |  |  |  |  |  |  |  |  |  |  |
| | 10. John Beaufort, Công tước Somerset thứ nhất     |  |  |  |  |  |  |  |  |  |  |  |  |  |  |  |
| |                                                    |  |  |  |  |  |  |  |  |  |  |  |  |  |  |  |
| |                                                    |  |  |  |  |  |  |  |  |  |  |  |  |  |  |  |
| | 21. Margaret Holland                               |  |  |  |  |  |  |  |  |  |  |  |  |  |  |  |
| |                                                    |  |  |  |  |  |  |  |  |  |  |  |  |  |  |  |
| |                                                    |  |  |  |  |  |  |  |  |  |  |  |  |  |  |  |
| | 5. Margaret Beaufort                               |  |  |  |  |  |  |  |  |  |  |  |  |  |  |  |
| |                                                    |  |  |  |  |  |  |  |  |  |  |  |  |  |  |  |
| |                                                    |  |  |  |  |  |  |  |  |  |  |  |  |  |  |  |
| | 22. John Beauchamp xứ Bletso                       |  |  |  |  |  |  |  |  |  |  |  |  |  |  |  |
| |                                                    |  |  |  |  |  |  |  |  |  |  |  |  |  |  |  |
| |                                                    |  |  |  |  |  |  |  |  |  |  |  |  |  |  |  |
| | 11. Margaret Beauchamp xứ Bletso                   |  |  |  |  |  |  |  |  |  |  |  |  |  |  |  |
| |                                                    |  |  |  |  |  |  |  |  |  |  |  |  |  |  |  |
| |                                                    |  |  |  |  |  |  |  |  |  |  |  |  |  |  |  |
| | 23. Edith Stourton                                 |  |  |  |  |  |  |  |  |  |  |  |  |  |  |  |
| |                                                    |  |  |  |  |  |  |  |  |  |  |  |  |  |  |  |
| |                                                    |  |  |  |  |  |  |  |  |  |  |  |  |  |  |  |
| | 1. Arthur Tudor                                    |  |  |  |  |  |  |  |  |  |  |  |  |  |  |  |
| |                                                    |  |  |  |  |  |  |  |  |  |  |  |  |  |  |  |
| |                                                    |  |  |  |  |  |  |  |  |  |  |  |  |  |  |  |
| | 24. Richard, Bá tước xứ Cambridge                  |  |  |  |  |  |  |  |  |  |  |  |  |  |  |  |
| |                                                    |  |  |  |  |  |  |  |  |  |  |  |  |  |  |  |
| |                                                    |  |  |  |  |  |  |  |  |  |  |  |  |  |  |  |
| | 12. Richard Plantagenet, Công tước thứ 3 xứ York   |  |  |  |  |  |  |  |  |  |  |  |  |  |  |  |
| |                                                    |  |  |  |  |  |  |  |  |  |  |  |  |  |  |  |
| |                                                    |  |  |  |  |  |  |  |  |  |  |  |  |  |  |  |
| | 25. Anne de Mortimer                               |  |  |  |  |  |  |  |  |  |  |  |  |  |  |  |
| |                                                    |  |  |  |  |  |  |  |  |  |  |  |  |  |  |  |
| |                                                    |  |  |  |  |  |  |  |  |  |  |  |  |  |  |  |
| | 6. Edward IV của Anh                               |  |  |  |  |  |  |  |  |  |  |  |  |  |  |  |
| |                                                    |  |  |  |  |  |  |  |  |  |  |  |  |  |  |  |
| |                                                    |  |  |  |  |  |  |  |  |  |  |  |  |  |  |  |
| | 26. Ralph Neville, Bá tước xứ Westmorland thứ nhất |  |  |  |  |  |  |  |  |  |  |  |  |  |  |  |
| |                                                    |  |  |  |  |  |  |  |  |  |  |  |  |  |  |  |
| |                                                    |  |  |  |  |  |  |  |  |  |  |  |  |  |  |  |
| | 13. Cecily Neville                                 |  |  |  |  |  |  |  |  |  |  |  |  |  |  |  |
| |                                                    |  |  |  |  |  |  |  |  |  |  |  |  |  |  |  |
| |                                                    |  |  |  |  |  |  |  |  |  |  |  |  |  |  |  |
| | 27. Joan Beaufort, Bà Bá tước xứ Westmorland       |  |  |  |  |  |  |  |  |  |  |  |  |  |  |  |
| |                                                    |  |  |  |  |  |  |  |  |  |  |  |  |  |  |  |
| |                                                    |  |  |  |  |  |  |  |  |  |  |  |  |  |  |  |
| | 3. Elizabeth xứ York                               |  |  |  |  |  |  |  |  |  |  |  |  |  |  |  |
| |                                                    |  |  |  |  |  |  |  |  |  |  |  |  |  |  |  |
| |                                                    |  |  |  |  |  |  |  |  |  |  |  |  |  |  |  |
| | 28. Richard Wydeville                              |  |  |  |  |  |  |  |  |  |  |  |  |  |  |  |
| |                                                    |  |  |  |  |  |  |  |  |  |  |  |  |  |  |  |
| |                                                    |  |  |  |  |  |  |  |  |  |  |  |  |  |  |  |
| | 14. Richard Woodville, Bá tước Rivers thứ nhất     |  |  |  |  |  |  |  |  |  |  |  |  |  |  |  |
| |                                                    |  |  |  |  |  |  |  |  |  |  |  |  |  |  |  |
| |                                                    |  |  |  |  |  |  |  |  |  |  |  |  |  |  |  |
| | 29. Joan Bittelsgate                               |  |  |  |  |  |  |  |  |  |  |  |  |  |  |  |
| |                                                    |  |  |  |  |  |  |  |  |  |  |  |  |  |  |  |
| |                                                    |  |  |  |  |  |  |  |  |  |  |  |  |  |  |  |
| | 7. Elizabeth Woodville                             |  |  |  |  |  |  |  |  |  |  |  |  |  |  |  |
| |                                                    |  |  |  |  |  |  |  |  |  |  |  |  |  |  |  |
| |                                                    |  |  |  |  |  |  |  |  |  |  |  |  |  |  |  |
| | 30. Peter I, Bá tước xứ Saint-Pol                  |  |  |  |  |  |  |  |  |  |  |  |  |  |  |  |
| |                                                    |  |  |  |  |  |  |  |  |  |  |  |  |  |  |  |
| |                                                    |  |  |  |  |  |  |  |  |  |  |  |  |  |  |  |
| | 15. Jacquetta xứ Luxembourg                        |  |  |  |  |  |  |  |  |  |  |  |  |  |  |  |
| |                                                    |  |  |  |  |  |  |  |  |  |  |  |  |  |  |  |
| |                                                    |  |  |  |  |  |  |  |  |  |  |  |  |  |  |  |
| | 31. Margaret xứ Baux                               |  |  |  |  |  |  |  |  |  |  |  |  |  |  |  |
| |                                                    |  |  |  |  |  |  |  |  |  |  |  |  |  |  |  |
| |                                                    |  |  |  |  |  |  |  |  |  |  |  |  |  |  |  |

## Chú giải